# موراپه اوداگامدا
موراپه اوداگامدا (به لاتین: Morape Udagammedda) یک منطقهٔ مسکونی در سری‌لانکا است که در استان مرکزی (سری‌لانکا) واقع شده‌است.